# Etlingera linearifolia
Etlingera linearifolia là một loài thực vật có hoa trong họ Gừng. Loài này được Adolph Daniel Edward Elmer mô tả khoa học đầu tiên năm 1919 dưới danh pháp Amomum linearifolium. Năm 2018, Axel Dalberg Poulsen chuyển nó sang chi Etlingera.

## Phân bố
Loài này có tại đảo Luzon, Philippines.